# Paracanthopterygii
Super-ordre
Les Paracanthopterygii sont un super-ordre de poissons téléostéens (Teleostei).

## Systématique
Le super-ordre des Paracanthopterygii a été créé en 1966 par Peter Humphry Greenwood, Donn Eric Rosen, Stanley Howard Weitzman (d) et George Sprague Myers. Ce taxon est possiblement polyphylétique,.

## Liste des ordres
Selon ITIS (17 février 2022) :
- Batrachoidiformes
- Gadiformes
- Lophiiformes
- Ophidiiformes
- Percopsiformes

## Publication originale
- (en) P. Humphry Greenwood, Donn E. Rosen, Stanley H Weitzman et George S Myers, « Phyletic Studies of Teleostean Fishes, with a Provisional Classification of Living Forms », Bulletin of the American Museum of Natural History, New York, Musée américain d'histoire naturelle, vol. 131, no 4,‎ 1966, p. 341-455 (ISSN 0003-0090 et 1937-3546, OCLC 1287364, lire en ligne).